# تفاعل الأكروسوم

تفاعل أكروسوم على خلية قنفذ البحر.

أثناء التخصيب، يجب للحيوانات المنوية أولا الدمج مع غشاء البلازما ثم اختراق بويضة الأنثى من أجل التخصيب. الإدماج إلى البيض عادة ما يسبب مشكلة صغيرة، في حين الاختراق من خلال قذيفة البويضة الصلبة أو المصفوفة خارج الخلية يمكن أن تشكل أكثر من مشكلة للحيوانات المنوية. لذلك، تذهب خلايا الحيوانات المنوية من خلال عملية تعرف باسم تفاعل الأكروسوم الذي يحدث في أكروسوم من الحيوانات المنوية لأنها تقترب من البويضة. الأكروسوم هو هيكل يشبه قبعة على النصف الأمامي من رأس الحيوانات المنوية.
اقتراب الحيوانات المنوية من المنطقة الشفافة في البويضة، أمر ضروري لبدء تفاعل أكروسوم، الغشاء المحيط بالأكروسوم يدمج مع غشاء خلوي لرئيس الحيوانات المنوية، لكشف محتويات الأكروسوم. وتشمل محتويات المستضدات السطحية اللازمة لربط غشاء الخلية في البويضة، والعديد من الإنزيمات التي هي المسؤولة عن الكسر من خلال طلاء البويضة الصعب والسماح للتخصيب.

## الاختلافات بين الأنواع
هناك اختلافات كبيرة في الأنواع في التشكل والنتائج في تفاعل الأكروسوم. في العديد من الأنواع تم تحديد اثار تفاعل الأكروسوم في طبقة تحيط البويضة.

### شوكيات الجلد
في بعض الأنواع الحيوانية أقل نتوء (عملية أكروسومال) يشكل في قمة رأس الحيوانات المنوية، الغشاء في طرف عملية أكروسومال دمجًا مع غشاء البلازما في البويضة. 
في بعض شوكيات الجلد، بما في ذلك قنفذ البحر ونجم البحر، جزء كبير من محتوى أكروسومال يحتوي على البروتين الذي يحمل مؤقتا الحيوانات المنوية على سطح البويضة. 

### ثدييات
في الثدييات تفاعل الأكروسوم يزيل الهيالورونيداز والأكروزين. فإن دورها في التسميد ليس واضحا بعد. لا يبدأ تفاعل الأكروسومال حتى تأتي الحيوانات المنوية في اتصال مع المنطقة الشفافة في البويضة. عند ملامسة المنطقة الشفافة، تبدأ إنزيمات الأكروسومال في التلاشي وتأتي خيوط الأكتين في اتصال مع المنطقة الشفافة. يجتمع الاثنين مرة واحدة، يحدث يتدفق الكالسيوم مما يتسبب في سلسلة تشوير.
كما أنه يتم تغير التصحيح من غشاء البلازما في الحيوانات المنوية الموجودة مسبقا بحيث يمكن دمجها مع غشاء بلازما البويضة.
يتضمن اختبار اختراق الحيوانات المنوية اختبار تفاعل الأكروسوم الذي يقيم مدى قدرة الحيوانات المنوية على الأداء أثناء عملية التخصيب. الحيوانات المنوية التي غير قادرة على الذهاب بشكل صحيح من خلال تفاعل الأكروسوم لن تكون قادرة على تخصيب بويضة. ومع ذلك، تحدث هذه المشكلة فقط في حوالي 5٪ من الرجال الذين لديهم قاموا بالاختبار. هذا الاختبار مكلف نوعا ما ويوفر معلومات محدودة عن خصوبة الرجل.
في حالات أخرى، كما هو الحال في فأر الخشب، تم العثور على تفاعلات أكروسوم سابق لأوانه أن يسبب زيادة الحركة في المجاميع من الحيوانات المنوية لتعزيز التخصيب.

## المعالجة
تفاعل أكروسومال عادة ما يحدث في أمبولة من قناة فالوب (موقع التخصيب) عندما تخترق الحيوانات المنوية البويضة الثانوية. وهناك عدد قليل من الأحداث تسبق تفاعل الأكروسوم. وتكتسب الحيوانات المنوية «نمط حركي مفرط النشاط»، ينتج عن ساقها حركات تشبه سوط قوي يدفع الحيوانات المنوية عبر قناة عنق الرحم وتجويف الرحم، حتى تصل إلى برزخ أنبوب فالوب. تقترب الحيوانات المنوية من البويضة في أمبولة من قناة فالوب بمساعدة آليات مختلفة، بما في ذلك آليات كيميائية. بروتينات السكرية على السطح الخارجي للحيوانات المنوية ثم ربطها مع بروتينات سكرية على المنطقة الشفافة من البويضة.
المرحلة الأولى هي اختراق الإكليل رادياتا، من خلال الإفراج عن هيالورونيداز من الأكروسوم لهضم خلايا الركام المحيطة بالبويضة وكشف الأكروسين لتعلق على الغشاء الداخلي للحيوانات المنوية. يتم تضمين الخلايا المتراكمة في مادة تشبه هلام مصنوعة أساسا من حمض الهيالورونيك، وتطورت في المبيض مع البويضة ودعمها لأنها تنمو. بعد الوصول إلى المنطقة الشفافة يبدأ تفاعل الأكروسوم.
هضم الأكروسين المنطقة الشفافة وغشاء البويضة. جزء من غشاء الخلية المنوية يتم تخصيبه مع غشاء خلية البويضة، هناك بعض الأدلة على أن هذا التخصيب هو ما يجعل الأكروسوم يطلق الإنزيمات التي تسمح للحيوانات المنوية التخصيب مع البويضة. ومن المرجح أن تحدث آلية مماثلة في الثدييات الأخرى، ولكن تنوع البروتينات عبر الأنواع يعني أن البروتينات ذات الصلة قد تختلف.
تصل الحيوانات المنوية إلى البويضة، هي البويضة التي تختار الحيوانات المنوية وتسحبها نحوها. الحيوانات المنوية المختارة في الواقع تحاول السباحة بعيدا عن البويضة ولكنها مربوطة بالبويضة من قبل الهرمونات الأنثوية. الغشاء الذي حول البويضة يفتح حرفيا ويبتلع الحيوانات المنوية.
عند الاختراق، إذا كان الكل يتفاعل بشكل طبيعي، تحدث عملية تنشيط البويضة ويقال أن البويضة قد أصبحت منشطة. ويعتقد أن هذا يسببه بروتين فوسفهليباز (c). وهو يخضع لقسم الانقسام الثنائي الثانوي، والنواتين النويتيين (الأبوية والأمومية) لتشكيل بويضة مخصبة. لتقليل إمكانية إنتاج بويضة مخصبة متعددة الصيغ الصبغية، عدة تغييرات على أغشية الخلايا البويضة تجعلها لا يمكن اختراقها بعد فترة وجيزة من دخول الحيوانات المنوية الأولى البيض.
العملية المذكورة أعلاه تصف الأحداث ذات الصلة بالفسيولوجيا. ومع ذلك يجب أن نضع في اعتبارنا أن نسبة معينة من خلايا الحيوانات المنوية ستخضع لتفاعل الأكروسوم دون وجود البويضة. هذه الخلايا ليست قادرة على تخصيب البويضة، حتى لو أنها لا تصل إليه في وقت لاحق.

## في التلقيح الصناعي
عند استخدام حقن الحيوانات المنوية للتلقيح الصناعي، يكون معدل الغرس أعلى في البويضات المحقونة مع الحيوانات المنوية التي خضعت لتفاعل الأكروسوم (~ 40٪) مقابل تلك التي يتم حقنها مع الحيوانات المنوية غير المتفاعلة (~ 10٪). معدل الزرع هو ~ 25٪ في عندما يحقن  كل من المتفاعل المنوي وغير المتفاعل. معدل التسليم لكل دورة يتبع نفس الاتجاه.
يمكن تحفيز تفاعل الأكروسوم في المختبر عن طريق خلايا الحيوانات المنوية قد تواجه بشكل طبيعي البروجستيرون أو السائل الجريبي، وأيضًا الأكثر شيوعا الكالسيوم حامل الأيون.

### تقدير
الانكسار المزدوج المجهري، قياس التدفق الخلوي أو المجهر الفلوري يمكن استخدامهم لتقييم تساقط الأكروسوم أو «تفاعل الأكروسوم» من عينة الحيوانات المنوية.
في لمجهر الفلوري يتم إجراء تشويه خلايا الحيوانات المنوية وغسلها، . حيث يتم عرض هذه الشريحة تحت ضوء الطول الموجي الذي سوف يسبب مسبار لفلور إذا كان تابعًا إلى منطقة أكروسومال. وينظر إلى ما لا يقل عن 200 خلية بطريقة تعسفية وتصنف إما أكروسوم سليم (يتألق الأخضر الساطع) أو تفاعل الأكروسوم (لا يوجد مسبار حاليًا، أو يوجد فقط في المنطقة الاستوائية). ثم يتم التعبير عنها كنسبة مئوية من الخلايا المحسوبة.

## روابط خارجية
- Acrosome+reaction في المكتبة الوطنية الأمريكية للطب نظام فهرسة المواضيع الطبية (MeSH).

- فسيولوجيا: 5/5ch8/s5ch8_21 - أساسيات فسيولوجيا الإنسان
- Animation at stanford.edu